# Shogun (Trivium)
Shogun è il quarto album in studio del gruppo musicale statunitense Trivium, uscito nel 2008 rispettivamente il 23 settembre in Grecia, il 26 settembre in Italia e il 30 settembre negli Stati Uniti e nel resto del mondo. Gli ultimi paesi europei in cui l'album è uscito sono Finlandia, Norvegia e Svezia, il 1º ottobre dello stesso anno.

## Descrizione
Il 31 luglio 2008 il sito della Roadrunner Records ha reso disponibile per il download il brano inedito Kirisute Gomen per 24 ore. Il 3 settembre, sulla pagina ufficiale del gruppo su Myspace, è stato presentato il video di Down from the Sky e sempre sulla stessa pagina qualche settimana dopo l'album è stato interamente disponibile all'ascolto in streaming per tre giorni. Il 26 settembre 2008 è stato ufficialmente pubblicato, disponibile anche nella Special Edition, contenente 3 tracce bonus (Poison, the Knife of the Noose, Upon the Shores e una cover degli Iron Maiden, l'eponima Iron Maiden) e un DVD con il making of e le spiegazioni per i riff dell'album.
Riguardo al titolo dell'album, il cantante Matthew Heafy ha detto:
Musicalmente, il disco contiene elementi progressive, black, death e thrash, e Heafy ha indicato come ispirazione per alcune linee vocali Till Lindemann dei Rammstein e gli stessi vocalizzi che lui stesso utilizzava per delle cover degli Iron Maiden, anche se ha comunque dichiarato di essersi maggiormente concentrato su un cantato death metal per la realizzazione del disco. Secondo PopMatters, in Shogun Heafy si lascia alle spalle i vocalizzi puramente metalcore in favore di una riuscita impersonificazione di James Hetfield dei Metallica.

## Tracce
Testi e musiche dei Trivium.
1. Kirisute Gomen – 6:43
2. Torn Between Scylla and Charybdis – 6:49
3. Down From the Sky – 5:27
4. Into the Mouth of Hell We March – 5:53
5. Throes of Perdition – 5:53
6. Insurrection – 4:56
7. He Who Spawned the Furies – 4:07
8. Of Prometheus and the Crucifix – 4:40
9. The Calamity – 4:57
10. Like Callisto to a Star in Heaven – 5:25
11. Shogun – 11:53

Tracce bonus nell'edizione speciale
1. Poison, the Knife or the Noose – 4:14
2. Upon the Shores – 4:14
3. Iron Maiden (Iron Maiden Cover) – 5:21

DVD bonus nell'edizione speciale
1. The Making of Shogun
2. Shogun: The Riffs

## Formazione
Trivium
- Matthew Kiichi Heafy – voce, chitarra
- Corey Beaulieu – chitarra, voce secondaria
- Paolo Gregoletto – basso, voce secondaria
- Travis Smith – batteria, percussioni

Produzione
- Nick Raskulinecz – produzione
- Paul Fig – ingegneria del suono
- Nick Raskulinecz – ingegneria del suono
- Ben Terry – ingegneria del suono
- Colin Richardson – missaggio
- Martin "Ginge" Ford – ingegneria missaggio
- Matt Wiggins – assistenza all'ingegneria del suono
- Mark Lewis – ingegneria del suono
- Ted Jensen – mastering